# Amazonides elaeopis
Amazonides elaeopis är en fjärilsart som beskrevs av George Francis Hampson 1907. Amazonides elaeopis ingår i släktet Amazonides och familjen nattflyn. Inga underarter finns listade i Catalogue of Life.